# Gorge du Columbia
La gorge du Columbia (Columbia River Gorge) ou les gorges du Columbia, est un canyon du fleuve Columbia, dans la région Nord-Ouest Pacifique des États-Unis.
Atteignant une profondeur de 1 200 m, le canyon s'étend sur une longueur de 130 km; la rivière serpente en direction de l'ouest et traverse la chaîne des Cascades, formant la frontière entre l'État de Washington au nord et l'Oregon au sud. Partant à peu près de la confluence du Columbia et de la rivière Deschutes pour atteindre les confins orientaux de la région métropolitaine de Portland (en), la cluse fournit la seule voie navigable à travers la chaîne des Cascades et le seul raccordement fluvial entre le plateau du Columbia et l'océan Pacifique.
La gorge est statutairement  protégée sur le plan fédéral en tant que National Scenic Area (en), une zone connue sous le nom de Columbia Gorge National Scenic Area et gérée par la Columbia River Gorge Commission ainsi que par le US Forest Service. La gorge est une destination de loisirs populaire.

## Description

Carte topographique de la région.

Le Columbia, le Klamath en Californie du Nord et le fleuve Fraser dans le sud de la Colombie-Britannique sont les trois seuls fleuves reliant les bassins versants situés à l'est de la chaîne des Cascades à l'océan Pacifique. Chaque fleuve a créé une gorge traversant la chaîne des Cascades. La gorge du Columbia marque la frontière séparant l'état de l'Oregon de celui de Washington. 
La large gamme d'élévations et de précipitations font de la gorge du Columbia un endroit extrêmement diversifié et dynamique. S'élevant à 4 000 pieds (1 200 m) au-dessus du niveau de la mer, avec des précipitations pouvant varier de 2 500 mm à seulement 250 mm sur 130 km, la gorge crée une collection variée d'écosystèmes allant de la forêt tempérée humide à l'extrémité ouest -avec une précipitation annuelle moyenne variant de 75 à 100 pouces (1 900 à 2 500 mm) -aux prairies de l'est avec des précipitations annuelles moyennes de 10 à 15 pouces (250 à 380 mm), à une région boisée sèche transitoire située entre Hood River et The Dalles. Des micro-habitats isolés ont permis à de nombreuses espèces de plantes endémiques et animaux de prospérer, dont au moins 13 fleurs sauvages endémiques. 
La gorge passe de la forêt pluviale tempérée à des prairies sèches en seulement 80 miles (129 km), témoignant d'un changement spectaculaire dans le décor lorsqu'on roule sur la l-84. Les zones de forêt tropicale tempérées et les forêts de l'ouest sont marquées par la présence d'érables à grandes feuilles, de pins d'Oregon et de Pruches de l'Ouest, tous couverts d'épiphytes. Dans la zone de transition (entre Hood River et The Dalles), la végétation se transforme en chênes de Gary, en pins jaunes, et en peupliers (en). À l'extrémité est, les forêts font place à de vastes prairies, avec des poches occasionnelles de pins tordus et de pins jaunes. 
Les différentiels de la pression atmosphérique à l'est et à l'ouest des Cascades créent un effet de soufflerie dans la coupe profonde de la gorge, générant des vents pouvant atteindre 56 km/h qui en font un lieu populaire pour la planche à voile et le kitesurf.
La gorge est une destination populaire pour la randonnée pédestre, le vélo, le tourisme, la pêche et les sports nautiques. La région est connue pour sa forte concentration de chutes d'eau, avec plus de 90 sur le côté Oregon de la gorge seulement. Beaucoup se situent le long de l'Historic Columbia River Highway, c'est à cet endroit que se trouvent notamment les remarquables chutes de Multnomah hautes de 190 m.  
Les chemins et les sites visités quotidiennement sont entretenus par le service des forêts et par de nombreux parcs d'État de l'Oregon et de Washington.

## Géologie
La gorge du Columbia a commencé à se former dès le Miocène (il y a environ 17 à 12 millions d'années), et a continué à prendre forme au cours du Pléistocène (entre 2 millions et 700 000 ans). Pendant cette période, la chaîne des Cascades se formait, ce qui déplaça lentement le delta du Columbia à environ 160 km au nord, son emplacement actuel.
Malgré une lente érosion de la terre par le fleuve au cours de cette période, les changements les plus drastiques eurent lieu à la fin de la dernière ère glaciaire, lorsque les inondations de Missoula coupèrent les murs abruptes qui existent aujourd'hui, inondant le fleuve jusqu'à Crown Point. Cette érosion rapide laissa de nombreuses couches de roches magmatiques exposées.

Vue vers le sud de la gorge du Columbia prise quasiment du sommet du Mont Hamilton, à partir du côté de la gorge situé dans l'état de Washington. Sur le côté gauche de l'image, on peut voir le barrage de Bonneville et au centre gauche, la petite ville de North Bonneville. Derrière les collines, au centre de l'image, le pic du mont Hood est à peine visible. Le grand rocher sur la rive droite du fleuve se nomme Beacon Rock. Pour avoir une idée de l'échelle de l'image, Beacon Rock s'élève à 258 m.

## Histoire
La gorge a été habitée pendant plus de 13 000 ans. Des preuves attestant de la présence de personnes issues de la Tradition Folsom et du Marmes Rockshelter, qui ont traversé la Béringie en provenance d'Asie, ont été trouvées lors de fouilles archéologiques. Certaines, effectuées près des chutes de Celilo, à quelques kilomètres à l'est de The Dalles, montrent que des humains ont occupé ce site de pêche au saumon pendant plus de 10 000 ans.
La gorge fournit un corridor de transport depuis des milliers d'années. Les Amérindiens passaient par la gorge pour faire du commerce à Celilo Falls, ils longeaient le fleuve ou empruntaient le col Lolo situé sur le côté nord du mont Hood. En 1805, la route fut utilisée par l'expédition Lewis et Clark pour atteindre le Pacifique. Les premiers colons européens et américains établirent par la suite des lignes de bateaux à vapeur et des chemins de fer traversant la gorge. Aujourd'hui, la Burlington Northern and Santa Fe Railway achemine des frets le long du fleuve, côté Washington, tandis que sa rivale, l'Union Pacific, les achemine le long de la côte de l'Oregon. Jusqu'en 1997, le Pioneer (en) d'Amtrak utilisait également la voie ferrée de l'Union Pacific. Le secteur de Portland de l'Empire Builder utilise les voies de la BNSF qui traversent la gorge. 
L'Historic Columbia River Highway, construite au début du XXe siècle, fut la première grande route asphaltée dans le Nord-Ouest Pacifique. Le transport maritime a été grandement simplifié après que le barrage de Bonneville et le barrage de The Dalles aient submergés les rapides considérables de la gorge tels que Celilo Falls, un site de pêche au saumon majeur pour les Amérindiens locaux jusqu'à la submersion du site en 1957. Le 7 décembre 1958, la famille Martin disparaît lors d'une excursion pour récupérer de la végétation pour leurs décorations de Noël.
En novembre 1986, le Congrès en a fait la deuxième région touristique nationale des États-Unis (en) et a créé la Columbia River Gorge Commission dans le cadre d'un accord interétatique. En 2004, la gorge est devenue l'homonyme de la région viticole américaine Columbia Gorge, une zone de 4 432 acre (1 794 ha) située sur les deux côtés du fleuve.

## Images

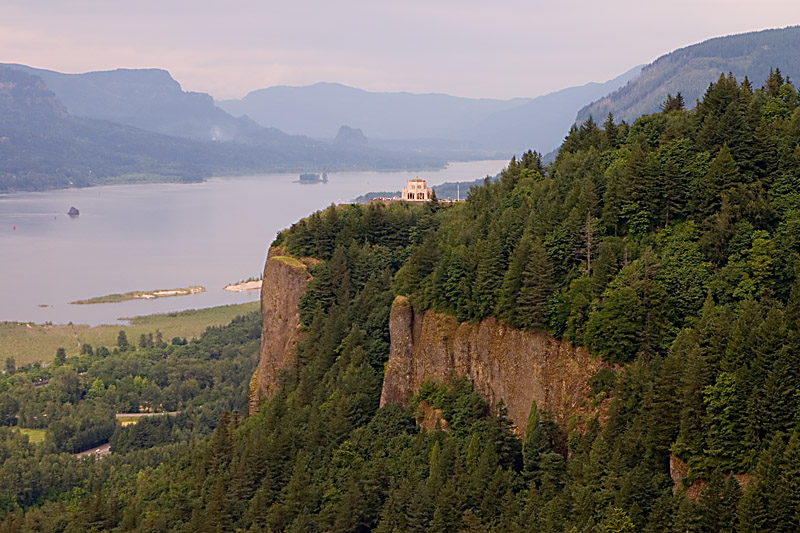
Crown Point dans la gorge du Columbia.
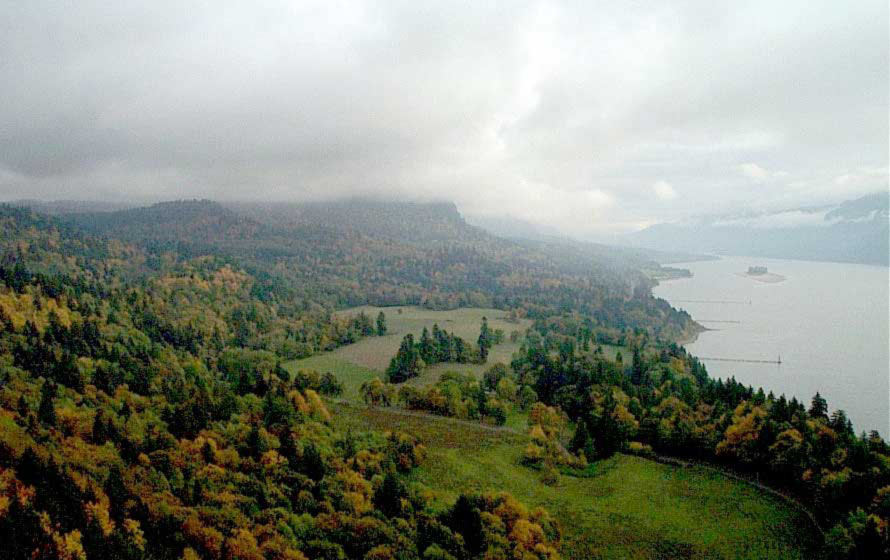
Gorge du Columbia, photographié de la lisière sud de la forêt nationale Gifford Pinchot.
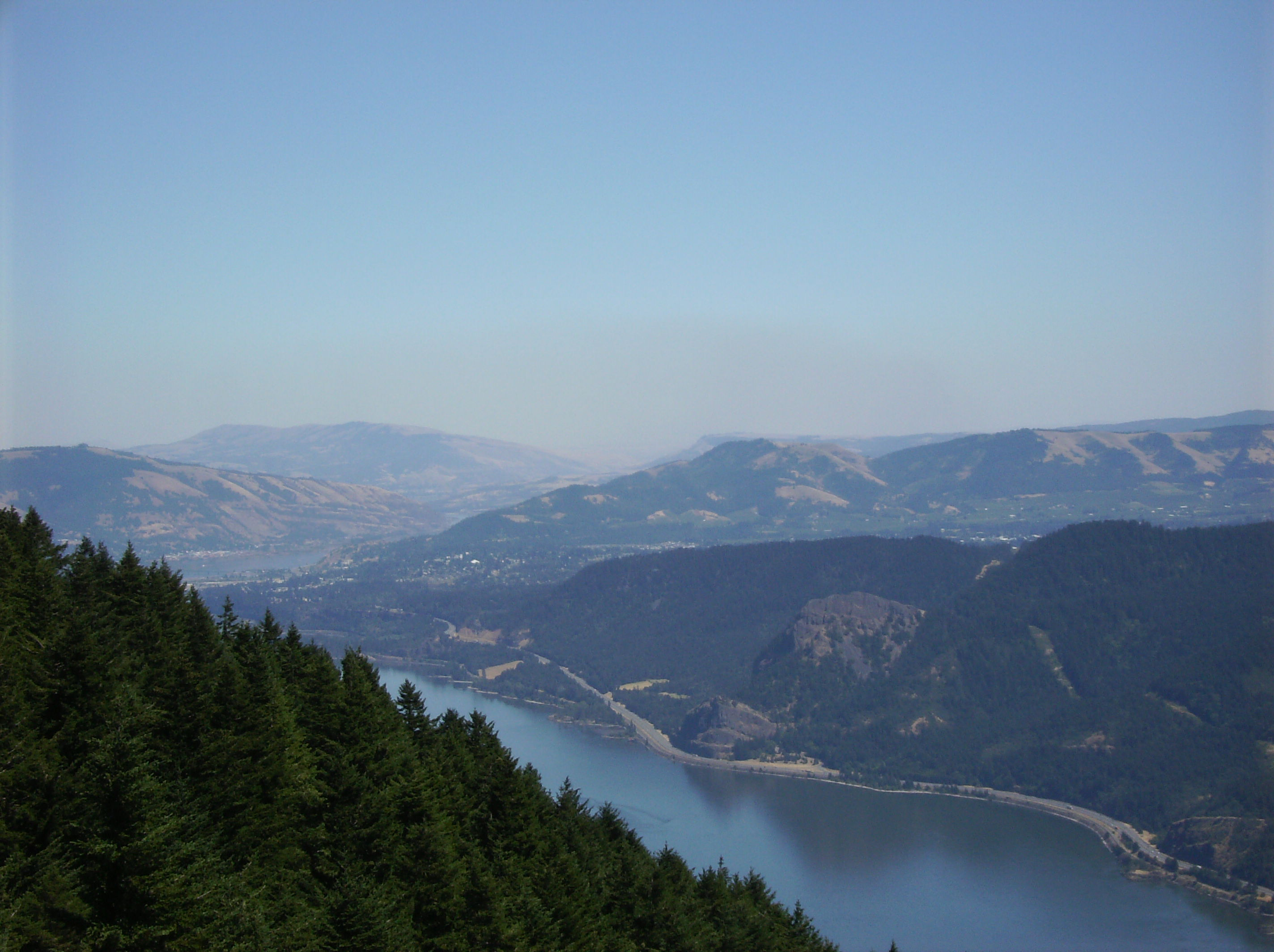
Vue est en direction de The Dalles, prise de Mountain Dog (en)
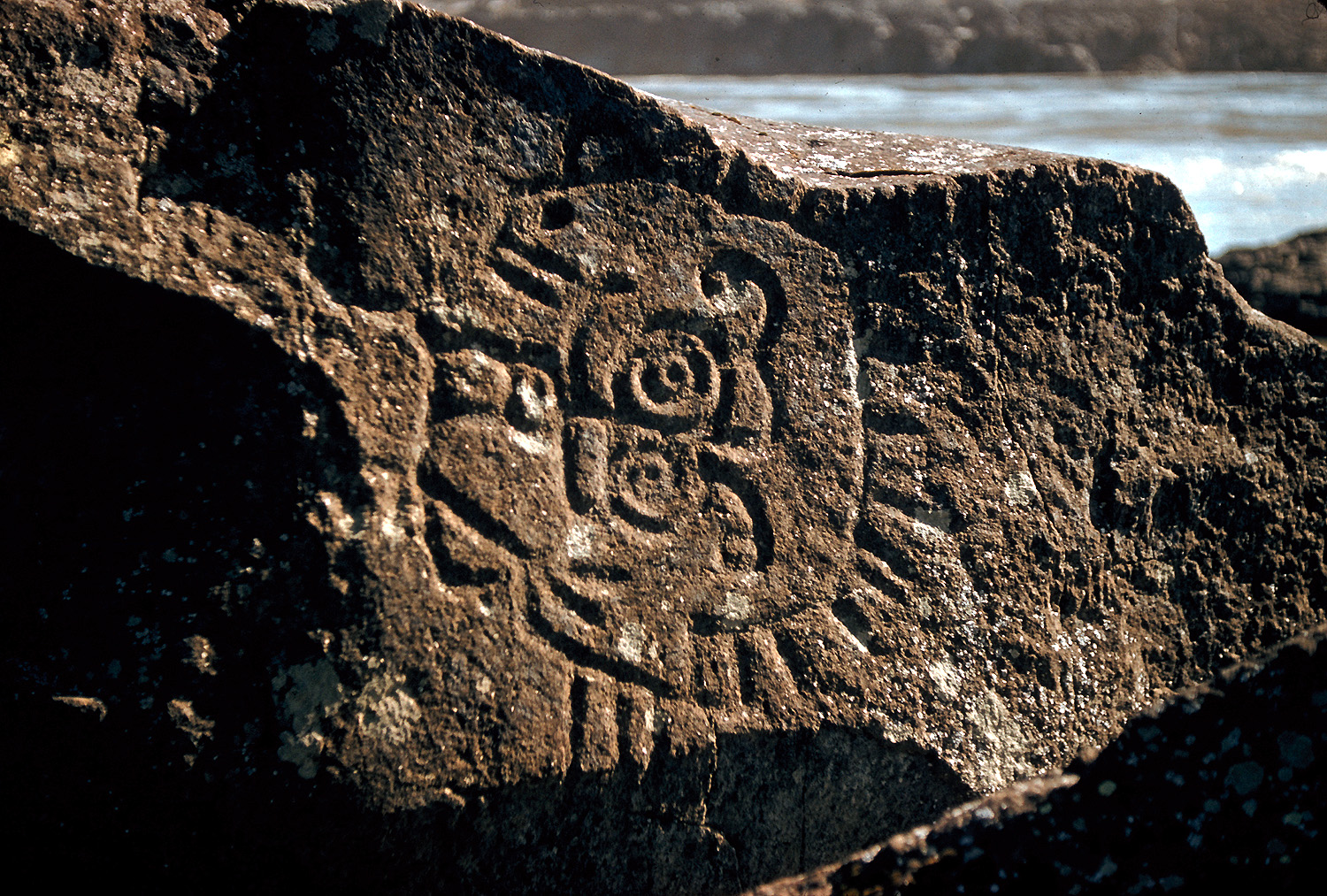
Pétroglyphes indiens autochtones dans la gorge du Columbia, près du barrage de The Dalles.
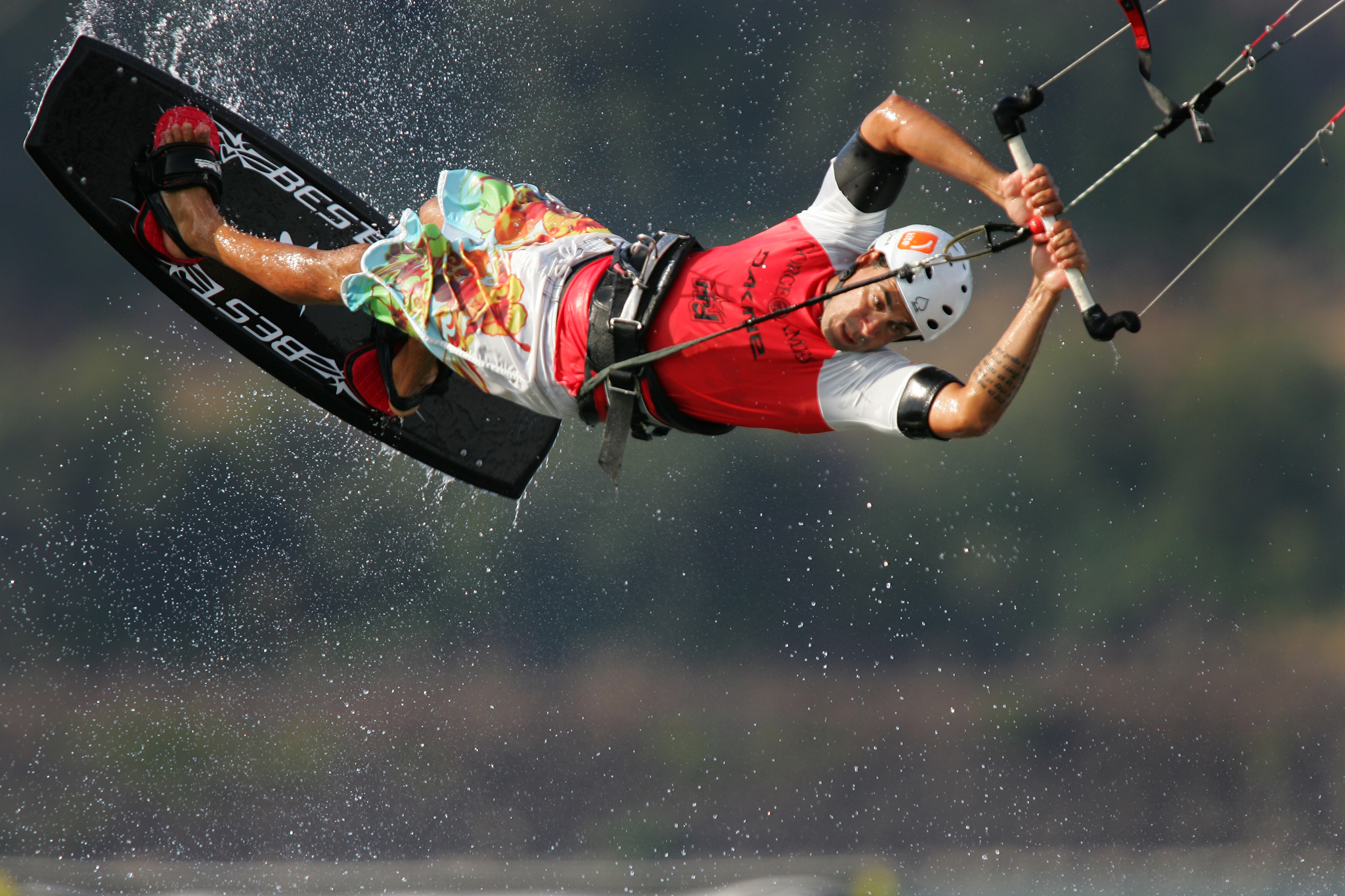
Kitesurf sur le Columbia.
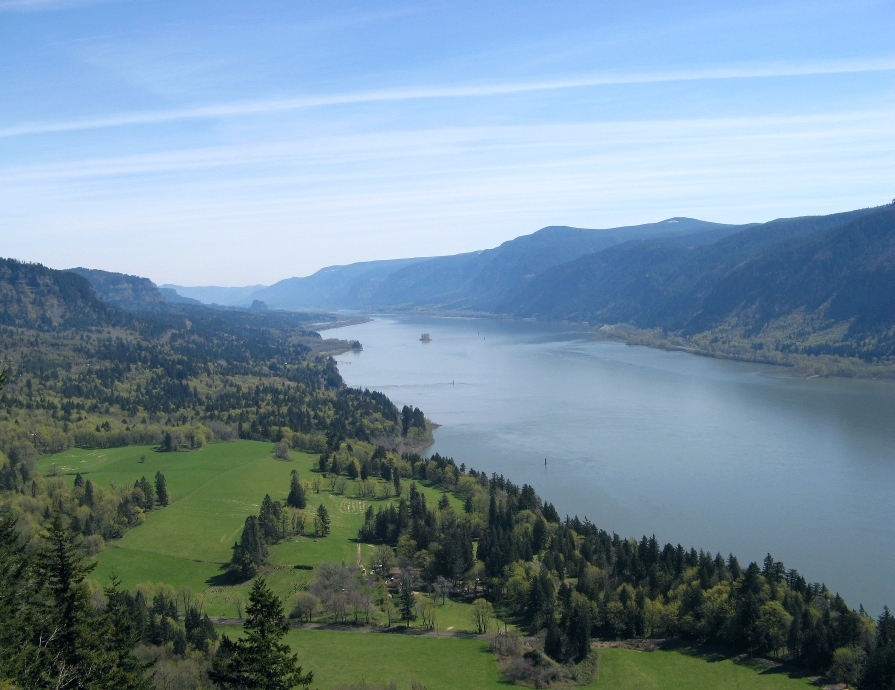
Vue de la gorge du Columbia, prise de Cape Horn Trail, en direction de l'est vers Beacon Rock.
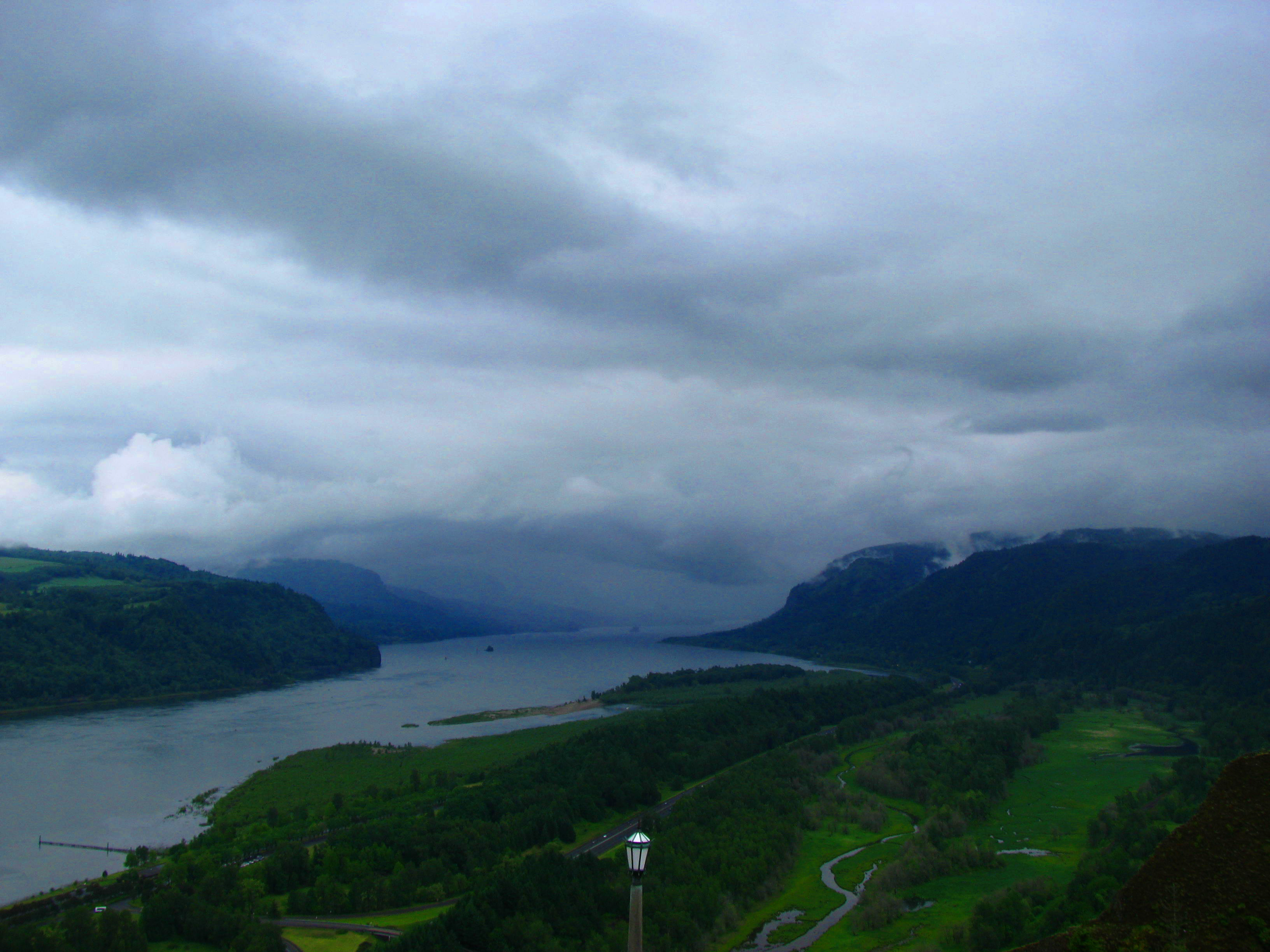
Gorge du Columbia,  photographiée de Crown Point.
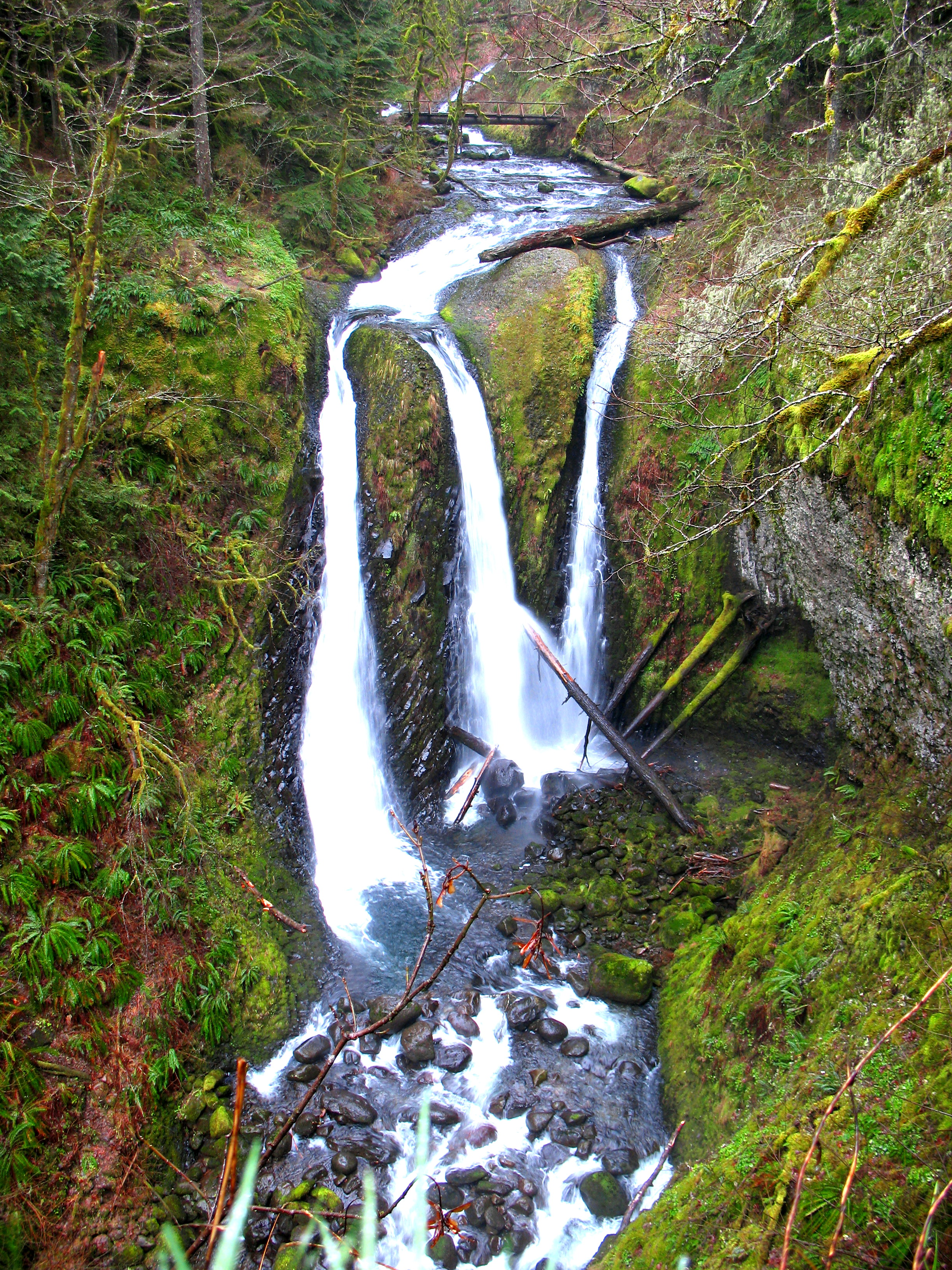
Tripple Falls.
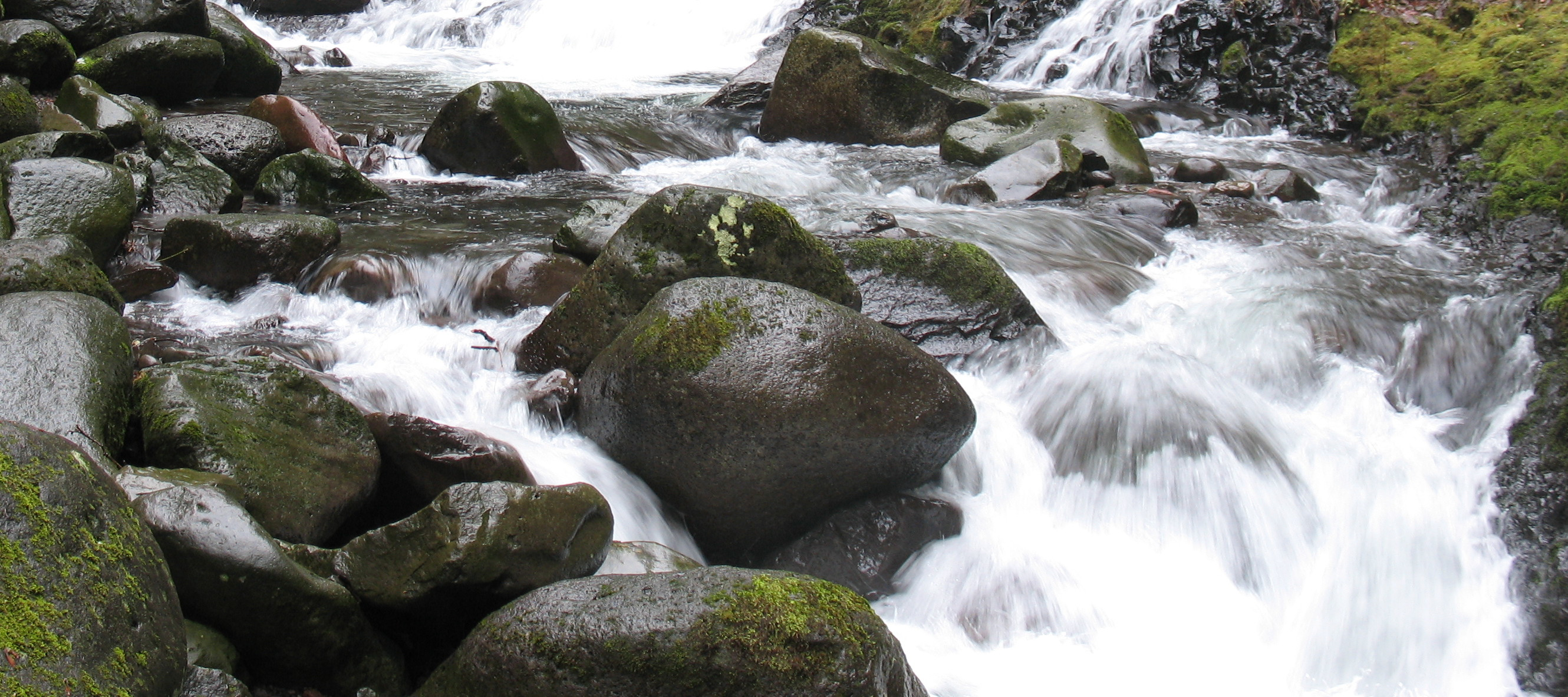
Oneonta Creek.
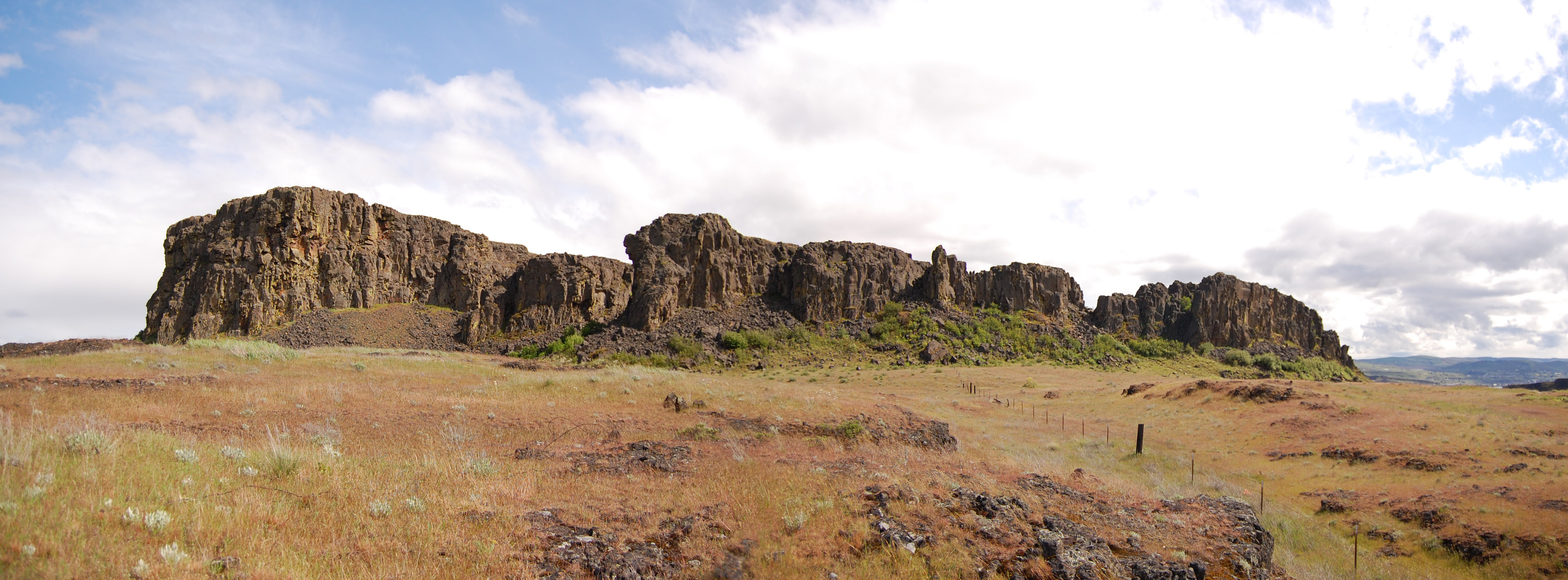
Horsethief Butte, près de The Dalles.
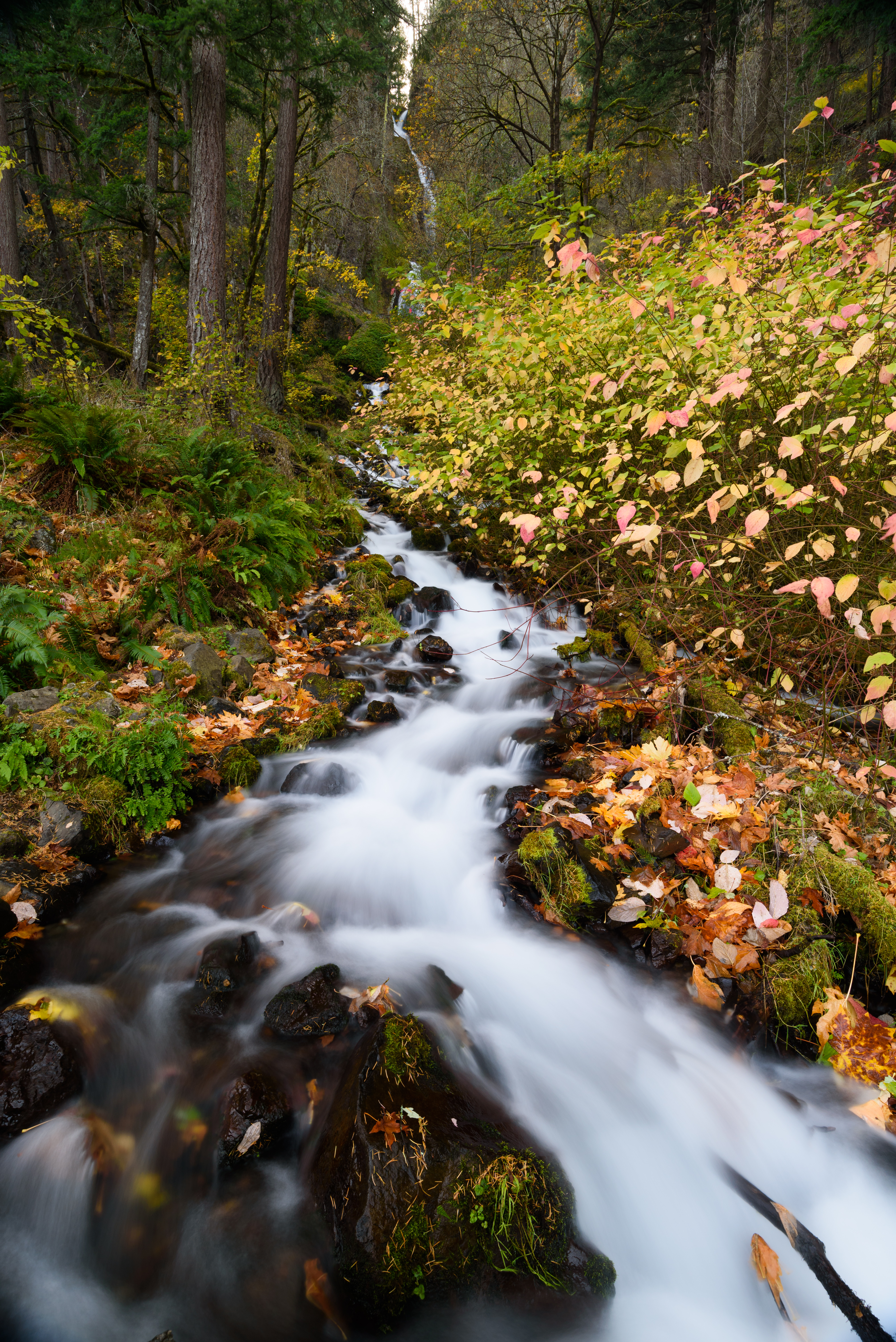
Wahkeena Falls (en), dans la gorge du Columbia. Octobre 2019.